# La Plata County
La Plata County är ett administrativt område i delstaten Colorado, USA, med 51 334 invånare. Den administrativa huvudorten (county seat) är Durango. 

## Geografi
Enligt United States Census Bureau har countyt en total area på 4 403 km². 4 483 km² av den arean är land och 20 km² är vatten.

### Angränsande countyn
- San Juan County, Colorado - nord
- Hinsdale County, Colorado - nordöst
- Archuleta County, Colorado - öst
- San Juan County, New Mexico - syd
- Montezuma County, Colorado - väst
- Dolores County, Colorado - nordväst